# São Martinho (Santa Catarina)

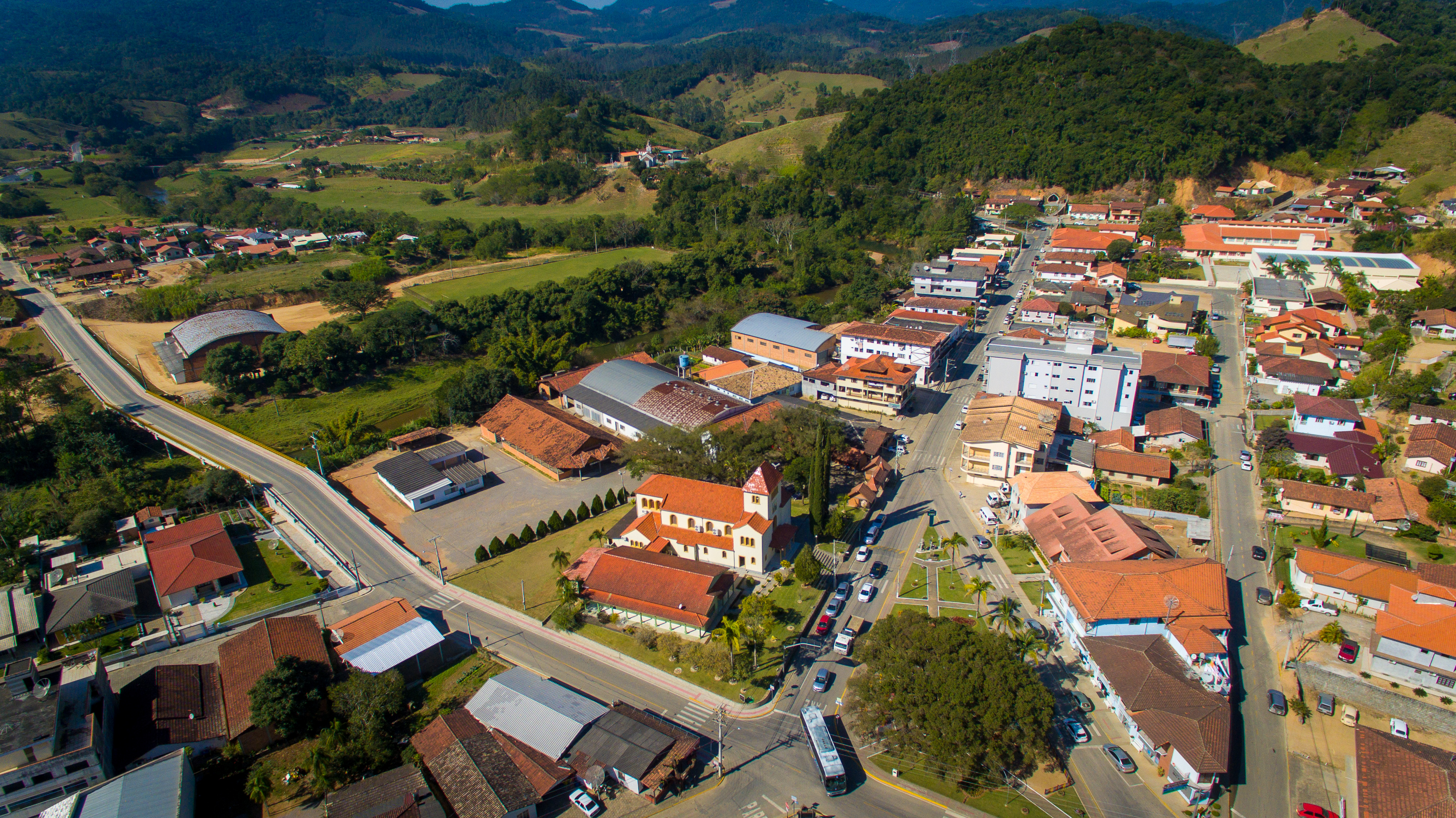
Município de São Martinho visto de cima

São Martinho é um município brasileiro do Estado de Santa Catarina. Localiza-se a uma latitude 28º09'53" sul e a uma longitude 48º58'46" oeste, estando a uma altitude de 38 metros. Sua população estimada em 2018 foi de 3.189 habitantes.

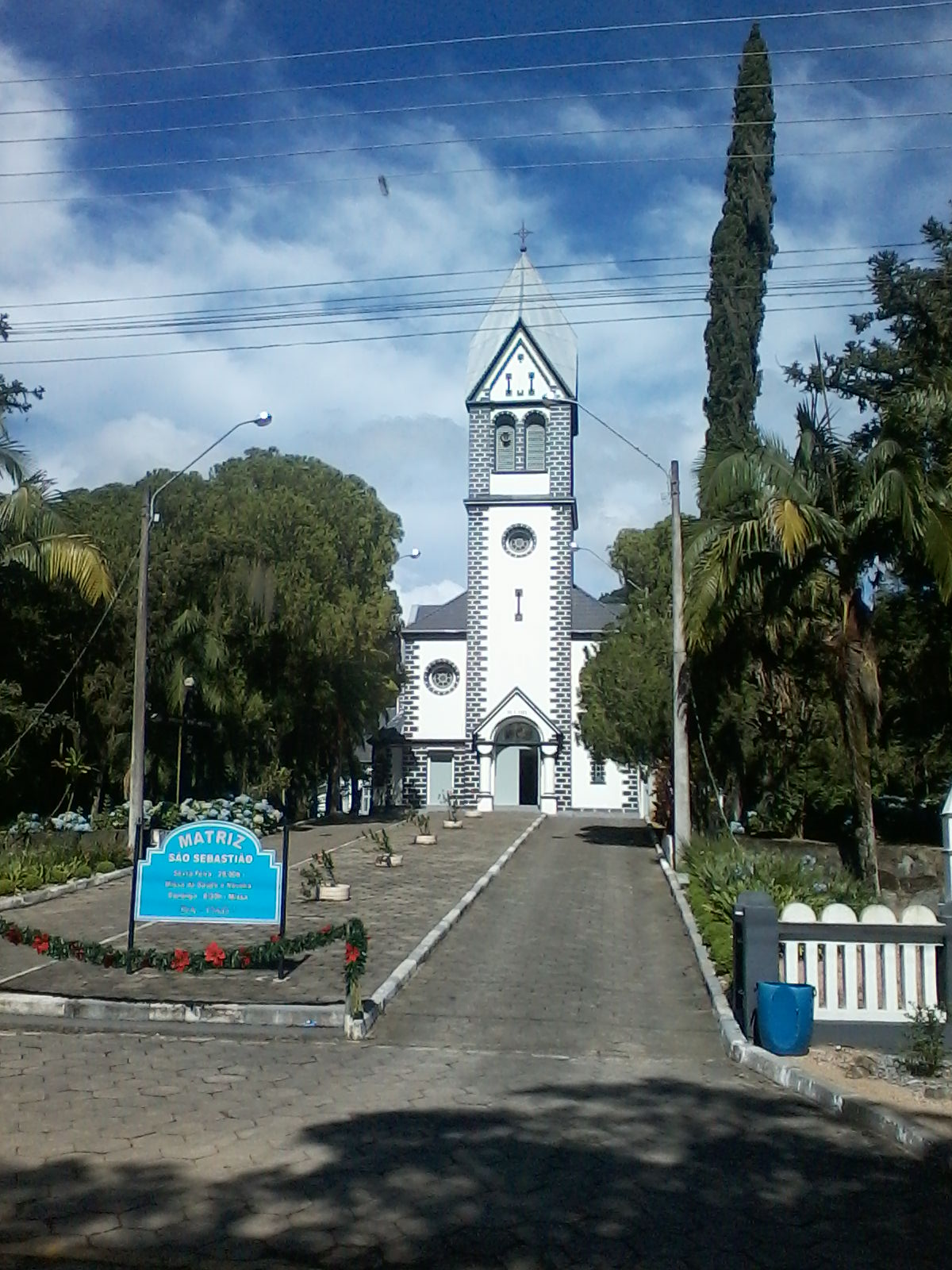
Igreja de Vargem do Cedro, janeiro de 2014

Possui uma área de 236,11 km².

## Filhos ilustres
- Ver Biografias de são-martinhenses notórios